# Studium Pracy Społecznej we Lwowie
Studium Pracy Społecznej we Lwowie – polska szkoła ponadpodstawowa o profilu społecznym działająca we Lwowie w latach 1935-1939.

## Historia
W dwudziestoleciu międzywojennym Lwów znajdował się wśród największych miast Polski. Stosunkowo szybki rozwój demograficzny generował określone problemy społeczne. W 1917 powołano w mieście pierwszy na ziemiach polskich ośrodek pomocy społecznej: Urząd Opieki Generalnej i Ochrony Prawnej Dziecka. W 1931 powstał w związku ze skutkami wielkiego kryzysu Miejski Komitet Obywatelski ds. Bezrobocia, którego zadania w zakresie opieki nad osobami bezrobotnymi w 1935 przejął Miejski Komitet Funduszu Pracy. Dla pomocy dzieciom powołano Miejski Komitet Opieki Pozaszkolnej. Zespół tych instytucji tworzył dobrze rozwinięty system pomocy społecznej w mieście. Dla jego efektywnego działania konieczne było zabezpieczenie kadr o odpowiednim poziomie wykształcenia, w związku z czym w 1934, z inicjatywy prezydenta Wacława Drojanowskiego powołano Komitet Organizacyjny Kursów Pracy Społecznej we Lwowie w skład którego weszli przedstawiciele władz wojewódzkich, miejskich, szkolnych i organizacji społecznych. Pierwszy kurs pracy społecznej został zorganizowany od 4 lutego do 9 marca 1935. Kierował nim Franciszek Szkodziński z Urzędu Wojewódzkiego we Lwowie. Kurs był adresowany do działaczy i pracowników społecznych, a jego celem było pogłębienie wiedzy teoretycznej i techniki pracy społecznej. Kurs był powtarzany dwukrotnie: w maju i czerwcu 1935.
W 1935 utworzono, w związku z sukcesami kursu, Studium Pracy Społecznej we Lwowie. Była to pierwsza tego typu placówka na terenie województw południowo-wschodnich Polski. Kształcono tu na podstawie programów zatwierdzonych przez Ministerstwo Opieki Społecznej. Świadectwa ukończenia studium upoważniały do podjęcia zatrudnienia w placówkach opiekuńczo-wychowawczych na terenie całej Polski. Szkoła była prywatna i utrzymywała się z czesnego. Zajęcia subwencjonował magistrat. Nadzór dydaktyczny pełniło Ministerstwo Opieki Społecznej i Ochrony Pracy oraz Kuratorium Okręgu Szkolnego Lwowskiego. Przewodniczącym studium był dr Franciszek Szkodziński.
Regularne zajęcia rozpoczęto 2 grudnia 1935 w pomieszczeniach Szkoły Ludowej im. Stanisława Staszica przy ul. Skarbkowskiej 10 (obecnie Łesi Ukrainki - Akademia Drukarska) oraz Muzeum Przemysłowego, Rady Miasta i Uniwersytetu Jana Kazimierza. Program nauczania konstruowano w oparciu o wzorce Wolnej Wszechnicy Polskiej i rady Heleny Radlińskiej oraz Józefa Babickiego. Kształcono na dwóch kierunkach: kursie opieki społecznej nad dzieckiem i kursie społeczno-oświatowym. Początkowo nauka trwała rok dzielony na trymestry, przy czym pierwszy trymestr był wspólny dla obu kursów. Wykłady były łączone z praktykami (latem) i wycieczkami do instytucji opiekuńczo-wychowawczych. Kurs społeczno-oświatowy oferował trzy specjalności: organizacja i prowadzenie oświaty pozaszkolnej dorosłych i młodzieży pracującej, organizacja życia społeczno-gospodarczego i bibliotekarstwo. Program realizowano w drodze wykładów, seminariów, kół samokształceniowych, wycieczek i praktyk. Grupy seminaryjne liczyły maksimum 25 osób.
W 1938 plany nauczania mocno zmodyfikowano, a studium stało się placówką dwuletnią. Kierunek opieka społeczna składał się z dwóch bloków: opieka nad dzieckiem i opieka nad dorosłymi. Drugim kierunkiem było studium społeczno-oświatowe. 

## Kadra
Kadra naukowa studium opierała się na pracownikach naukowych (głównie Uniwersytetu Jana Kazimierza), społecznikach i pracownikach administracji publicznej. Do najbardziej znanych wykładowców należeli:

- Kazimierz Ajdukiewicz (naukowe myślenie),
- Józef Babicki (wychowanie dziecka, opieka nad dzieckiem, sieroctwo, rodziny zastępcze),
- Adam Bardecki (zarys psychologii ogólnej),
- Roman Belohlavek,
- Leopold Blaustein (psychologia dziecka, psychologia społeczna, badania środowiskowe),
- Artur Chwalibogowski (fizjologia i higiena),
- Adam Ćwikliński,
- Bronisław Dąbrowski (technika widowisk dziecięcych, technika żywego słowa),
- Wojciech Gottlieb (pedagogika społeczna),
- Roman Ingarden (etyka życia społecznego),
- Jan Poratyński,
- Maksymilian Schaff (pomoc społeczna),
- Franciszek Sedlaczek (bibliotekarstwo, bibliotekoznawstwo, czytelnictwo),
- Jan Sondel (ruch spółdzielczy),
- Janina Stankiewiczówna (bibliotekarstwo, bibliotekoznawstwo, czytelnictwo),
- Zdzisław Steusing (higiena społeczna),
- Tadeusz Tomaszewski (psychologia dziecka),
- Władysław Wisłocki (bibliografia i literatura),
- Mieczysław Ziemnowicz (wpływy wychowawcze w pracy nad dzieckiem),
- Marian Zimmermann (socjologia),
- Stanisław Zwoliński (ochrona pracy, urlopy, organizacja wypoczynku)[1].

## Ruch absolwencki
Absolwentami studium byli głównie mieszkańcy województw południowo-wschodniej Polski. Kandydat na ucznia musiał się wykazać świadectwem ukończenia szkoły średniej ogólnokształcącej lub zawodowej albo sześciu klas szkoły ogólnokształcącej oraz doświadczeniem dwóch lat praktyki społecznej, metryką chrztu (dotyczyło chrześcijan) i odpowiednim życiorysem. W grudniu 1935 zapisało się na pierwszy kurs 180 osób (ukończyło go 80). Wśród nich było 133 katolików, 25 grekokatolików i 22 Żydów (ukończyło kurs odpowiednio: 64, 8 i 8). W 1936 powołano do życia Stowarzyszenie Absolwentów Studium Pracy Społecznej we Lwowie (przewodniczącą została Laryssa Chomsowa). Organizacja ta m.in. założyła 10 grudnia 1938 Dom Noclegowy przy ul. Św. Teresy 8 przeznaczony dla dorosłych, bezdomnych mężczyzn, a także świetlicę przy Przytulisku im. Brata Alberta we Lwowie. Wydawała czasopismo "Społecznik". W skład jego redakcji wchodzili: Stanisław Goertner, Franciszek Szombara, Tadeusz Warsz, Lucyna Matusiewicz, Marian Dub, Robert Krebs i Kazimierz Sokołowski. Wydano trzy numery (ostatni w kwietniu 1939). Zamieszczano w nim m.in. prace naukowe z zakresu pracy społecznej, oświaty, psychologii i socjologii.